# Agnes Darelid
Agnes Brita Kristina Darelid, född 12 december 1996 i Göteborg, är en svensk jazztrombonist.

## Biografi
Darelid är från Göteborg, men bor numera (2025) i Stockholm. Darelid studerade under grundskoleåren vid Nya Lundenskolan i Göteborgs profilklass inom orkestermusik.
Darelid har studerat kandidatprogrammet i jazzmusik vid Kungliga Musikhögskolan i Stockholm. Hon har även studerat vid Bollnäs folkhögskola och Skurups folkhögskola.
Debutalbumet Rise släppte Darelid i september 2024. Albumet mottogs väl av kritiker, och gjorde att Darelid nominerades till en Grammis i kategorin Årets jazz vid Grammisgalan 2025. Det föregick av bland annat EP:n Expectance 2019.
Bland Darelids artistsamarbeten märks bland andra Bohuslän Big Band, Norrbotten Big Band och Radiojazzgruppen.

## Diskografi (i urval)
- 2019 – Expectance (EP)
- 2024 – Rise (album)